# J. Peter Schwalm

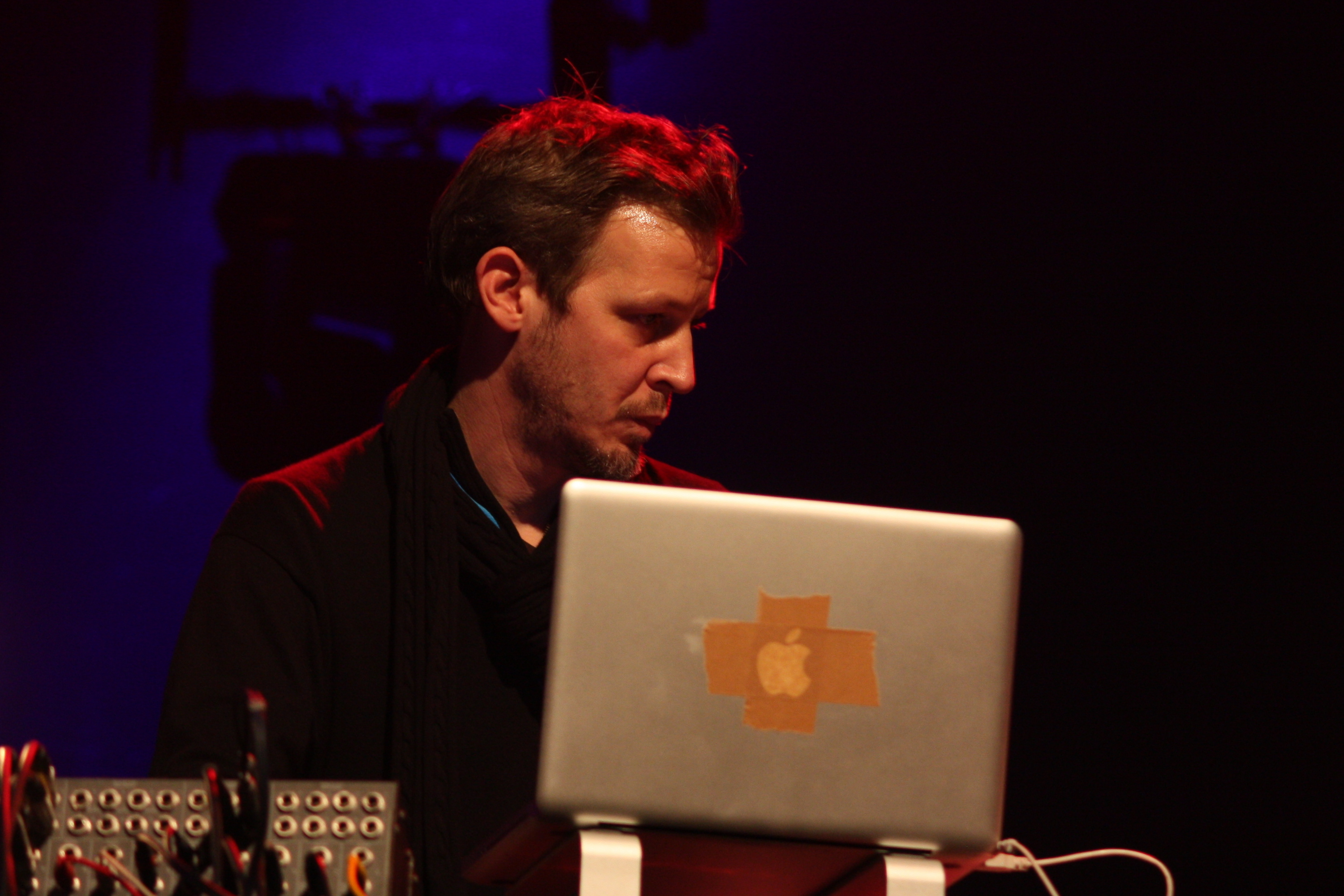
J. Peter Schwalm (Deutsches Jazzfestival 2013)

J. Peter Schwalm (* 1970 in Frankfurt am Main) ist ein deutscher Komponist und Musikproduzent der im Bereich elektronische Musik, Film, Theater, Ballett und Neue Musik tätig ist und einer breiten Öffentlichkeit vor allem durch seine Zusammenarbeit mit dem britischen Musiker Brian Eno bekannt ist. Er lebt und arbeitet in Frankfurt am Main.

## Leben und Arbeit
Schwalm studierte zwischen 1989 und 1991 vier Semester Musik mit Hauptfach Schlagzeug an der Frankfurter Musikwerkstatt. 1993 gründete Schwalm das experimentelle Elektro-Jazz-Projekt Slop Shop. Er veröffentlichte erste Werke dieses Projektes auf dem Frankfurter Label Infracom.
Schwalm gründete im Jahre 1996 das Label Poets Club Records, welches im Jahre 2000 in Christian Kesslers Besitz überging. Auf diesem Label veröffentlichte Schwalm zahlreiche 12” Maxisingles sowie Compilations im Bereich Electronica, Nu Jazz und Drum and Bass. Schwalm veröffentlichte seine erste CD bei Poets Club Records. Diese erste CD seines Projektes Slop Shop mit dem Titel Makrodelia zog die Aufmerksamkeit verschiedener Musiker wie Brian Eno, Peter Kruder und Ryūichi Sakamoto auf sich.
Brian Eno meldete sich daraufhin bei Schwalm, um ihm eine Zusammenarbeit anzubieten, die nur wenige Monate später in einen gemeinsamen Auftritt in der Kunst- und Ausstellungshalle der Bundesrepublik Deutschland mündete. Beteiligt waren außerdem Holger Czukay, der Bassist Raoul Walton und der Schlagzeuger Jem Atai. In den darauf folgenden Jahren arbeiteten Schwalm und Eno an verschiedenen Projekten und veröffentlichten die zwei CDs Music for Onmyo-ji (2000 JVC Victor) und Drawn from Life (2001 Venture/Virgin Music U.K.).
Außerdem gestalteten Schwalm und Brian Eno Im Jahre 2001 eine gemeinsame, mehrkanalige Klanginstallation in dem Vulkankrater Volcan del Cuervo auf Lanzarote. In einem Interview mit dem deutschen Musikmagazin Keyboards erklärt Schwalm die Vorgehensweise und das Konzept dieses Projektes. Um das Album Drawn from Life zu promoten, begaben sich Schwalm und Brian Eno im Jahr 2002 auf eine Tournee, die sie nach Japan, Spanien und Portugal führte. Schwalm war außerdem an dem von Bono initiierten Projekt Artists Against AIDS Worldwide mit dem Titel what’s going on beteiligt. Im Jahr 2003 arbeiteten Schwalm und Brian Eno an der Filmmusik zu Nicolas Winding Refns Film Fear X, welcher in Zusammenarbeit mit dem Drehbuchautor Hubert Selby und dem Kameramann Larry Smith entstand.
Im Jahr 2006 nahm Schwalm am Wagner-Reloaded-Projekt teil, welches die Musik Richard Wagners in verschiedenen Projekten neu bearbeitet. Dieses Projekt wurde 2006 anlässlich des Punktfestival in Kristiansand/Norwegen zusammen mit dem Kristiansand Symphonieorchester uraufgeführt. Weitere Beteiligte waren unter anderen Eivind Aarset, Audun Kleive, Lars Danielsson, Bugge Wesseltoft und Jan Bang. 
Im Jahr 2006 veröffentlichte Schwalm die erste CD unter eigenen Namen. Musikain arbeitet mit verschiedenen Musikstilen unter Einbeziehung verschiedener Vokalisten. An der Produktion haben unter anderem als Gastvokalisten Brian Eno, die norwegische Sängerin Kari Kleiv und die britische Sängerin Imogen Heap teilgenommen. 
Schwalm komponierte Musik für eine Produktion des Choreografen James Sutherland im Auftrag des Stuttgarter Balletts mit dem Titel Impaired Ground. 
Ebenfalls schrieb Schwalm die Musik für das Theaterstück Don’t look now im Auftrag der Sheffield Theatres für das Lyceum Theatre in Sheffield, welches auch im Lyric Theatre Hammersmith in London aufgeführt wurde. Das Drehbuch hierfür steuerte Nell Leyshon bei; Regie führte Lucy Bailey.
Im Bereich Hörspiel trat Schwalm erstmals 2008 in Erscheinung. Hierfür komponierte und produzierte Schwalm die Musik für das Hörspiel Der gewöhnliche Weg, nach der Drehbuchvorlage von Jean-Claude Carrière und unter der Regie von Regisseur Norbert Schaeffer im Auftrag des NDR. Zusammen mit der Violinistin Nell Catchpole leitete er Workshops an der Guildhall School of Music and Drama in London.
Seit 2008 arbeitete Schwalm vermehrt mit dem Gitarristen Eivind Aarset zusammen. Sie hatten gemeinsame Auftritte auf dem Punktfestival in Norwegen, auf dem Festival Enjoy Jazz in Mannheim und im Rolf Liebermann Studio in Hamburg anlässlich eines Konzertes für Das neue Werk (eine Konzertreihe des NDR, für die Komponisten wie Karlheinz Stockhausen, Pierre Boulez, Krzysztof Penderecki und György Ligeti neues Material komponierten und aufführten).
2013 stellte Schwalm ein Konzert für das 44. Jazzfestival Frankfurt zusammen. Im selben Jahr wurde er von dem britischen Ensemble Icebreaker beauftragt, ein neues Musikstück aus Kraftwerks bisherigem musikalischem Material zu schaffen.  Die Premiere des Projekts mit dem Titel Kraftwerk Uncovered: A Future Past fand im Januar 2014 im Science Museum in London statt, folgen wird eine Tournee mit Konzerten in Großbritannien und Irland.
Schwalm hat im Auftrag des NDR, im Rahmen der NDR Kultur Neo Klub-Konzerte, ein Projekt mit der englischen Videokünstlerin Sophie Clements initiiert, welches sich mit Themen Johann Sebastian Bachs auseinandergesetzt hat. An der Premiere im Foyer des NDR nahm der norwegische Gitarrist Eivind Aarset teil. Der zweite Teil dieser Konzertreihe fand zusammen mit Michael Wollny im Hamburger Mojo Club statt; Wollny und Schwalm haben sich dort der Interpretation von Stücken des russischen Komponisten Alexander Skrjabin gewidmet.
Schwalm ist seit Juni 2015 Künstler des englischen Labels Rare Noise Records, welches im Februar 2016 sein Album The Beauty of Disaster veröffentlicht hat.

## Auszeichnungen
- Frankfurter Künstlerhilfe Stipendium, 2016
- Preis der deutschen Schallplattenkritik, Longlist 1/2021 für die Produktion J. Peter Schwalm & Arve Henriksen: "Neuzeit"
- Preis der deutschen Schallplattenkritik, Bestenliste 4/2021 für die Produktion J. Peter Schwalm & Markus Reuter: "Aufbruch"
- Preis der deutschen Schallplattenkritik, Bestenliste 3/2024 für die Produktion Brian Eno, Holger Czukay & J. Peter Schwalm: "Sushi. Roti. Reibekuchen"

## Diskographie
- Slop Shop: Makrodelia (CD/LP) (Poets Club Records, 1998)
- Slop Shop: Makrodelia 2 (CD/LP) (Poets Club Records, 2000)
- Slop Shop: Interpretations (CD/LP) (Poets Club Records, 2001)
- J. Peter Schwalm: Musikain (CD) (Musikain Records, 2006)
- J. Peter Schwalm: Wagner Transformed (CD) (Intergroove Classic, 2013)
- J. Peter Schwalm: The Beauty of Disaster (CD/LP) (RareNoise Records, 2016)
- J. Peter Schwalm: How We Fall (CD/LP) (RareNoise Records, 2018)
- J. Peter Schwalm: Neuzeit (RareNoise Records, 2020)

## Kollaborationen
- Brian Eno with J. Peter Schwalm: Music for Onmyo-ji (2CD) (JVC, 2000)
- Brian Eno & J. Peter Schwalm: Drawn from Life (CD/LP) (Venture/Virgin U.K., 2001)
- Brian Eno: Another Day on Earth (CD/LP) (Hannibal U.K., 2005)
- Chat Noir: Nine Thoughts For One Word (CD/LP) (Rare Noise Records, 2016)
- Gaudi: magnetic (CD/LP) (Rare Noise Records, 2018)
- J. Peter Schwalm & Arve Henriksen: Neuzeit (RareNoise 2020)
- J. Peter Schwalm & Markus Reuter: Aufbruch (RareNoise 2021)[5]
- J. Peter Schwalm & Stephan Thelen: Transneptunian Planets (Rare Noise 2022)

## Filmmusik
- Fear X (Regie Nicolas Winding Refn, Drehbuch Hubert Selby Jr. 2003)
- Geschenk der Sprachen (2005)
- Hey Uni (Regie Alexander Riedl, 18 Folgen für die ARD Alpha Serie "Hey Uni" 2015/2016)
- Campus (Titelmelodien für die ARD Alpha Serie "Campus", 2016)
- Nach der Arbeit (Regie Alexander Riedl, 2021)

## Hörspiele
- Unsicher.Zeit (Hörstück für The Artist's Corner/HR 2 Kultur, 2018)
- Mayfly (Hörstück für The Artist's Corner/HR 2 Kultur, 2020)
- Es regnet Steine (Hörstück für The Artist's Corner/HR 2 Kultur, 2021)

## Konzertprojekte
- "SUSHI! ROTI! REIBEKUCHEN" mit Brian Eno, Holger Czukay und Slop Shop. Kunst- und Ausstellungshalle der Bundesrepublik Deutschland, 1998
- "Festival de Música Visual XII de Lanzarote", 2001
- "Bauen wir Brücken" Saisho Goma/Berlin 2009
- "New Electronic Music and Visuals" Rolf-Liebermann-Studio, NDR Kultur/Das Neue Werk (mit Sophie Clements Hamburg, 2010)
- "Kraftwerk Uncovered: A Future Past" (mit Icebreaker und mit Sophie Clements, Science Museum London, 2014)
- "Skrjabin" (mit Michael Wollny NDR Kultur Neo Klubkonzert Mojo Club Hamburg, 2015)
- "The Beauty of Disaster" Konzert im "Frankfurter Kunstverein" mit Sophie Clements (2016)
- "Mein Lieblingsstück" Alte Oper Frankfurt (2016)
- "Local Listener" (mit Gregor Praml Mousonturm Frankfurt, 2018)

## Theater
- "Don't look Now", Nell Leyshon, Regisseurin: Lucy Bailey Lyceum Theatre Sheffield und Lyric Hammersmith (2007)

## Ballet
- Impaired Ground Staatstheater Stuttgart (1999, Choreographie: James Sutherland, 1999)